# Katharinenkirche (Großdeuben)

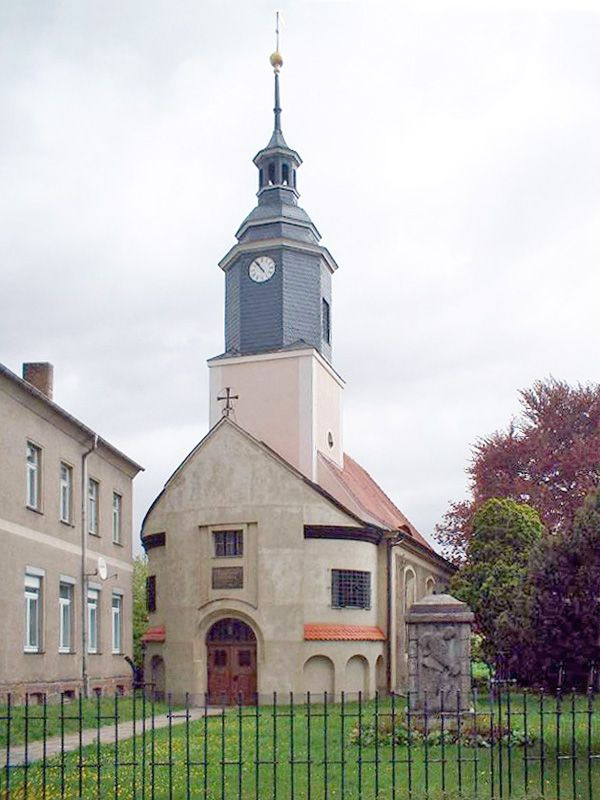
Katharinenkirche Großdeuben

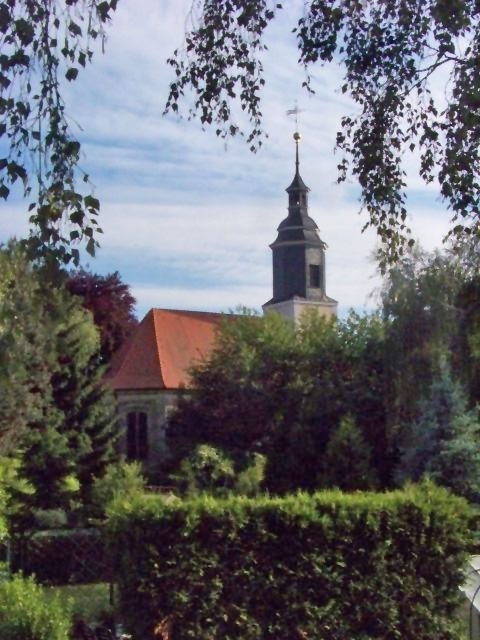
Katharinenkirche,
vom Pleißedamm gesehen

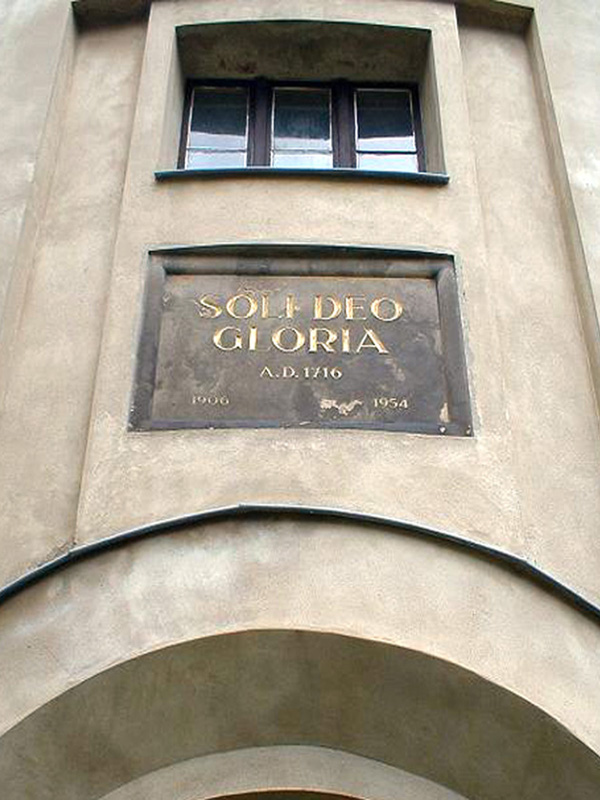
Tür-Inschrift
„Gott allein sei Ehre“

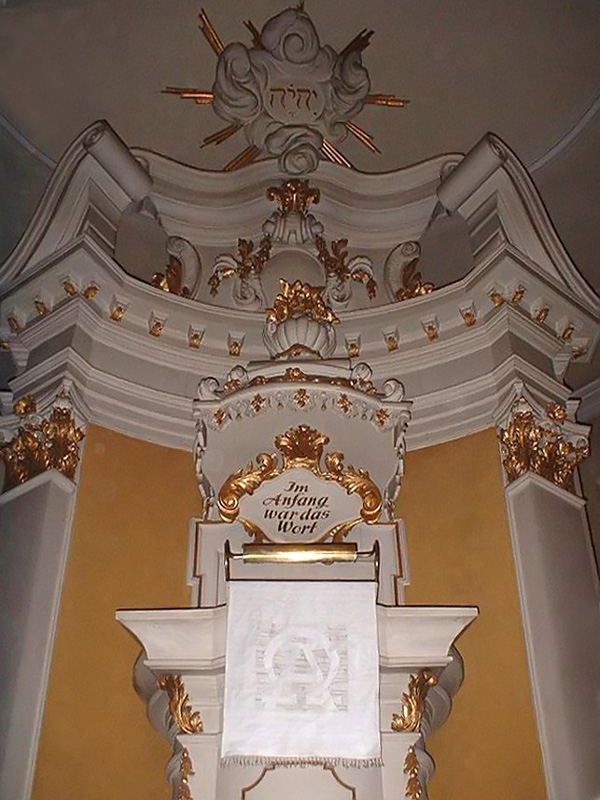
Der Altar mit der Inschrift
„Im Anfang war das Wort“

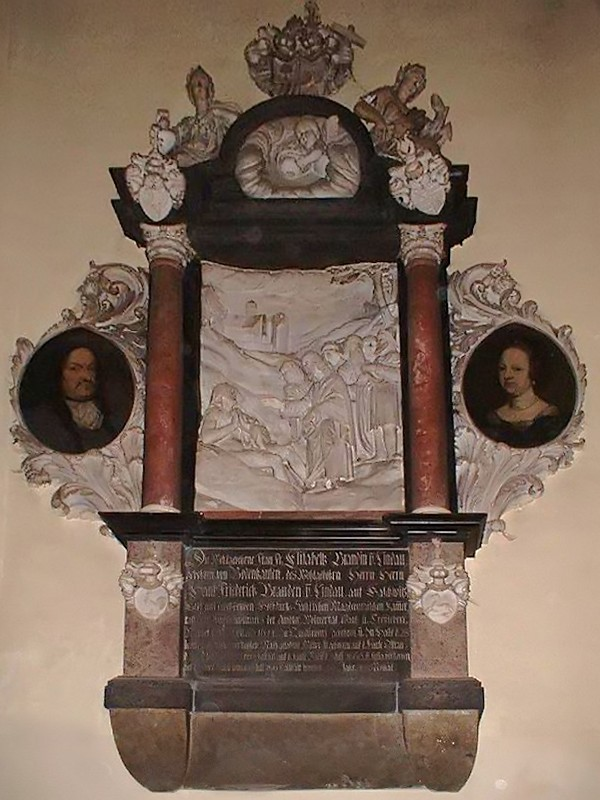
Epitaph der Elisabeth Brand von Lindau

Die evangelische Katharinenkirche ist eine barocke Saalkirche im Ortsteil Großdeuben von Böhlen im Landkreis Leipzig in Sachsen. Sie gehört zur Kirchengemeinde Großdeuben im Kirchenbezirk Leipzig der Evangelisch-Lutherischen Landeskirche Sachsens und enthält eine wertvolle Orgel aus der abgebrochenen Kirche in Cröbern.

## Geschichte und Architektur
Am Gedenktag der heiligen Katharina (25. November) des Jahres 1403 stifteten der Ritter Peter von Deuben, die Junker Günther und Petermann von Deuben sowie Friedrich von Dobitz auf Gaschwitz das Kirchen- und Pfarrlehen zu Deuben. Damit war die wirtschaftliche Grundlage für ein örtliches Gotteshaus und die dazugehörige Pfarrstelle geschaffen. Zuvor mussten die Gemeindemitglieder den relativ langen Weg von Deuben bis zur Kirche St. Laurentius in Zwenkau zurücklegen. Der Standort der Kirche in der Mitte der Dörfer Debitz-, Groß- und Probstdeuben erklärte sich wohl vor allem daraus, dass hier mehrere auf verschiedenen Gütern ansässige Familien als Kirchengründer auftraten, deren Gleichberechtigung so am ehesten zu wahren war. Die Kirchenpatrone machten nach den Gepflogenheiten des Eigenkirchwesens von dem Vorrecht Gebrauch, die Kirche einem Schutzheiligen zu widmen, den sie persönlich besonders verehrten. Die heilige Katharina von Alexandria, die in Großdeuben als Schutzherrin verehrt wurde, hatte im Jahr 307 den Märtyrertod erlitten. Sie soll sich neben der heiligen Barbara einer auffallenden Beliebtheit beim Rittertum erfreut haben.
Das jetzige Gotteshaus ist im Jahre 1716 an gleicher Stelle wie die alte Kirche gebaut worden. Als Baumeister trat David Schatz in Erscheinung. Bemerkenswert ist die kühne Konstruktion des Turmes, der mit seiner östlichen Seite auf den die Empore tragenden Holzsäulen ruht. Nach zwischenzeitlichen Erneuerungsarbeiten an Turm und Dach (besonders 1750) erhielt 1888 das Kircheninnere eine spätromantische Ausmalung. Außerdem wurde die Sakristei an der Ostseite des Kirchenschiffes angebaut. Die Gruft für die Patronatsherrschaften wurde eingewölbt. 1889 erhielt die Kirche ein neues Gemeindegestühl.
Durch Blitzschlag am 5. Juli 1905 entstanden an Turm und Langhaus starke Schäden. Bei der folgenden Wiederherstellung wurde 1906 ein an der Westseite vorgelagerter Anbau für die Emporentreppen erbaut. Diese Wiederherstellung erfolgte durch Baurat Zeißig, wobei die Kirche vergrößert wurde, ohne den Gesamteindruck von Kirche und Kantorat zu stark zu beeinträchtigen.
Die beiden Patronatslogen, die im Norden an das Kirchenschiff angrenzen, wurden 1948 zu einem Gemeinderaum, der sogenannten Lutherstube vereinigt, der auch heute noch als Winterkirche dient.
Die Kirche gehört heute zur Kirchgemeinde Großstädteln/Großdeuben.

## Ausstattung
Das Innere ist flachgedeckt, an drei Seiten sind eingeschossige Emporen angeordnet. Die verglaste Patronatsloge zeigt die Wappen von Georg Friedrich von Hopfgarten und Christina Sibylla von Einsiedeln.
Der Kanzelaltar von 1716 besteht aus schräg gestellten Pilastern, die ein Gebälk und einen Schweifgiebel mit einer Wolke und einem Strahlenkranz darüber tragen. Das barocke Lesepult ist mit der Taufe kombiniert, wurde von Caspar Friedrich Löbelt geschaffen und stammt ebenfalls von 1716. 
Ein Grabdenkmal aus Sandstein ist mit Inschrift und Wappen des Johann Gotthelf Leyser († 1775) versehen. Eine Wappentafel zeigt die Inschrift des Johann Georg Trützschler († 1725), eine ovale Tafel der Sophia Elisabeth Starkeberg († 1653). Epitaphien sind erhalten für Hans Georg Trützschler († 1737), für Elisabeth Brand von Lindenau († 1694) und für August Albrecht Vollmann († 1690). 
In der Winterkirche befindet sich der Schrein eines spätgotischen Schnitzaltars aus der Zeit um 1520, der aus der ehemaligen Kirche in Zehmen stammt. Er zeigt im Schrein Maria, die Heiligen Nikolaus und Anna selbdritt. Die Flügelfiguren gingen verloren, erhalten ist vom linken Flügel nur der heilige Rochus. Auf den Außenseiten sind gemalte Darstellungen der Verkündigung, der Beschneidung, der Dornenkrönung und der Kreuztragung Christi zu sehen.

## Orgel
Die jetzige Orgel der Großdeubener Kirche stammt ursprünglich aus der Kirche zu Cröbern, welche in den 1960er Jahren dem Tagebau zum Opfer fiel. Das Instrument wurde 1755 von Christian Ernst Friederici gebaut und besitzt 15 Register auf einem Manual und Pedal. 1948 wurde das Instrument durch Eule Orgelbau Bautzen wiederhergestellt. Die Umsetzung nach Großdeuben erfolgte 1970 durch Wilhelm Rühle. In den Jahren 1972–1974 wurde durch Eule Orgelbau die Orgel wieder in die originale Stimmung zurückversetzt, in der Kirche neu aufgebaut und mit einem neuen Zinkprospekt versehen.
Die Disposition lautet:
| I Manual CD–c3   |       |
| Principal        | 8′    |
| Lieblich Gedackt | 8′    |
| Quintatön        | 8′    |
| Viola da Gamba   | 8′    |
| Principal        | 4′    |
| Rohrflöte        | 4′    |
| Quinta           | 3′    |
| Octava           | 2′    |
| Quinta           | 1 ⁄2′ |
| Superoctava      | 1′    |
| Cornet III D     | 2 ⁄3′ |
| Mixtur III       | 1′    |

| Pedal CD–c1 |     |
| Subbaß      | 16′ |
| Octavbaß    | 8′  |
| Posaunenbaß | 16′ |

- Tremulant; ursprünglich Kalkantenklingel[2]